# How to Train Your Dragon: Music from the Motion Picture
How to Train Your Dragon: Music from the Motion Picture è la colonna sonora del film d'animazione Dragon Trainer diretto da Chris Sanders e Dean DeBlois nel 2010. Il disco è stato composto da John Powell ed è stato pubblicato il 23 marzo del 2010 sotto l'etichetta discografica Varèse Sarabande.
Nella colonna sonora appare una traccia scritta ed interpretata dal cantante e chitarrista di origine islandese Jónsi. Powell realizza questa composizione dopo aver già collaborato con la DreamWorks Animation con la colonna sonora di Kung Fu Panda nel 2008.
Nel 2011 riceve una nomination agli Oscar come miglior colonna sonora originale.

## Il disco
La musica del disco rispecchia la forza che rappresenta il popolo vichingo e la rispettiva storia. Il tema portante della colonna sonora è la traccia This Is Berk che esordisce con le tonalità trattenute degli strumenti a fiato come corni e flauti, per proseguire con sonorità ritmiche insistenti realizzate con l'ausilio di strumenti a corda come il clavicembalo, di cori maschili e di percussioni incalzanti. In questo pezzo, le immagini del film introducono la ruvidezza del popolo al quale appartiene il piccolo protagonista.
Alle sonorità classiche orchestrali, Powell aggiunge lo stile riconducibile alle sonorità delle melodie scozzesi e celtiche, impiegando il suono delle cornamuse, del dulcimer, del tipico flauto tin whistle, utilizzato nelle classiche ballate irlandesi, e dell'arpa (come nella traccia The Downed Dragon, New tail, Test Drive), come strumenti principali che aiutano ad enfatizzare l'amicizia tra il piccolo guerriero e il drago, richiamando le tipiche sonate nordiche.
Il gusto più denso della colonna sonora viene sottolineato nella traccia The Dragon Book, dove Powell utilizza un'ambientazione cupa, rimarcando la partitura con il suono di violini che aiutano ad approfondire la vena mistica dei draghi, culminando con il suono di rullanti che ne approfondiscono la maestosità. Stessa scelta per la traccia Dragon Battle, dove si evince l'inquietudine dello scontro tra il popolo dei vichinghi e le mastodontiche creature e nella traccia Dragon's Den, approfondita dalla presenza di cori, strumenti a fiato e piatti che ne sottolineano l'imponenza.
Nella traccia Forbidden Friendship, che accompagna l'incontro tra Sdentato e Hiccup nel momento in cui il protagonista ne percepisce l'innocuità, l'autore ha voluto rimarcare l'importanza dell'incredibile amicizia tra il piccolo vichingo e il drago, abbinando il suono dolce dello xilofono a quello armonioso della marimba, tipico strumento a percussione di origine africana, a un crescendo di flauti, violini, percussioni, cori femminili e leggeri campanelli che rimarcano la dolcezza e la potenza di questa straordinaria unicità.
In brani come Test Drive, oltre alle cornamuse, l'autore utilizza grandi tamburi e addirittura una chitarra elettrica per accentuare in maniera misurata il suono dei bassi, regalando al pezzo una freschezza attuale senza sacrificare la potenza degli strumenti ad arco che conferiscono all'intera colonna sonora l'energia riconducibile alle battaglie vichinghe.
La traccia The Vikings Have Their Tea, invece, viene accompagnata dal tipico suono del tin whistle che rimarca in maniera spensierata la leggerezza delle scene pastorali del popolo nordico, presente nel cartone animato.
Per approfondire il discorso fantasy della storia, l'autore si avvale di cori dalla timbrica possente, utilizzati come sfondo in numerose tracce. Nella realizzazione dell'intera partitura, l'autore mescola le tipiche orchestrazioni medievali e ballate nordiche folk con un sound più moderno e adatto ai nostri tempi, regalando all'esecuzione un raffinato sfondo antico e nel contempo energico, e una presenza di timbriche più attuali e contemporanee.
Alcuni autori del passato ai quali Powell si è ispirato per la realizzazione delle musiche, sono il compositore di origine finlandese Jean Sibelius, Carl Nielsen (Danimarca) e Edvard Grieg, compositore e pianista di origine norvegese. L'autore dichiara:
«Stavo cercando sonorità epiche. Appena ho capito di che cosa trattava graficamente il film, ho capito di avere ampio raggio d'azione. Volevano che le musiche avessero la profondità riconducibile alle sinfonie nordiche del passato come Nielson e Sibelius.»
La composizione delle musiche del film, soprattutto per la traccia predominante This Is Berk, richiama anche il senso di avventura delle colonne sonore composte dal compositore di origine austriaca Erich Wolfgang Korngold, altro autore al quale Powell si è ispirato, soprattutto per la profondità dei suoni che ricorda il ritmo frenetico dei classici combattimenti cappa e spada, come nella traccia Astrid Goes For A Spin. Altra scelta stilistica dell'autore è il romanticismo della traccia Where's Hiccup?, dove Powell introduce la frenesia dell'esecuzione orchestrale accompagnata da cori, per poi ridurre la melodia ad una più sobria interpretazione con un assolo di pianoforte, che regala alla traccia un sapore poetico e malinconico.
Nei titoli di coda del film è presente la traccia Sticks & Stones scritta e interpretata dal cantante e chitarrista islandese Jónsi.

## Riconoscimenti
- 2010 - Annie Awards
  - Vinto Annie Awards Best Animated Feature a John Powell[3];
- 2011 - Premio Oscar:
  - Nomination come miglior colonna sonora a John Powell;
- 2011 - International Film Music Critics Association (IFMCA):
  - Vinto IFMCA Best Original Score for an Animated Feature a John Powell[4]
  - Nomination Film Music Composition of the Year per la traccia Forbidden Friendship e Test Drive a John Powell;
- 2011 - World Soundtrack Academy:
  - Nomination come World Soundtrack Award for Soundtrack Composer of the Year a John Powell[5];
  - Nomination come World Soundtrack Award for Best Original Song Written Directly for a Film a Jónsi[5];
- 2011 - British Academy Film Awards (BAFTA)
  - Nomination come miglior colonna sonora[6]

## Tracce
Di seguito le tracce contenute nell'album:
1. This Is Berk – 4:10
2. Dragon Battle – 1:54
3. The Downed Dragon – 4:16
4. Dragon Training – 3:10
5. Wounded – 1:25
6. The Dragon Book – 2:22
7. Focus, Hiccup! – 2:05
8. Forbidden Friendship – 4:10
9. New Tail – 2:47
10. See You Tomorrow – 3:53
11. Test Drive – 2:36
12. Not So Fireproof – 1:12
13. This Time For Sure – 0:43
14. Astrid Goes For A Spin – 0:43
15. Romantic Flight – 1:56
16. Dragon's Den – 2:26
17. The Cove – 1:10
18. The Kill Ring – 4:28
19. Ready The Ships – 5:13
20. Battling The Green Death – 6:18
21. Counter Attack – 3:05
22. Where's Hiccup? – 2:43
23. Coming Back Around – 2:51
24. Jónsi – Sticks & Stones – 4:17 (testo: Jónsi)
25. The Vikings Have Their Tea – 2:03